# جورج لمويل وودز
جورج لمويل وودز (بالإنجليزية: George Lemuel Woods)‏ هو قاضي ومحامي أمريكي، ولد في 30 يوليو 1832 في مقاطعة بون في الولايات المتحدة، وتوفي في 7 يناير 1890 في بورتلاند في الولايات المتحدة.